# Чильдухтарантепа
Чильдухтарантепа (узб. Childuxtarantepa) — археологический памятник эпохи бронзы, второй половины II тысячелетия до н.э. Остатки большого могильника сооружённого скотоводческими племенами эпохи поздней бронзы на территории современного Ташкента. Эти же племена оборудовали сезонную стоянку Серкали. 
Эти памятники свидетельствуют об активном освоении Ташкентского оазиса в доирригационную эпоху, до образования первых оседлых поселений.

## Расположение
Находится на бывшей Ульяновской улице города Ташкента.

## Характеристика
Является одним из наиболее значительных археологических памятников Ташкента, наряду с Шаштепой, Кугаиттепой, Мингурюком и др., главным отличием от которых является отсутствие на Чильдухтарантепа следов укреплений. 
При раскопках были найдены три погребения в выкопанных в грунте ямах. В погребениях обнаружены бусы, бронзовые украшения, грубая плоскодонная керамика обожжённая на костре.

## История открытия и изучения
Обнаружена при сносе холма Чильдухтарантепа в 1968 году. Исследовалась в том же году Э. Ртвеладзе. Изучение памятника проходило в экстренном внеплановом порядке, так как ему грозило полное разрушение из-за интенсивного городского строительства. Раскопки на Чильдухтарантепе, вкупе с исследованиями городищ Мингурюк и Алтынтепа позволили в какой-то степени определить район первичного заселения Ташкента.